# Луцик Володимир Васильович
Володимир Васильович Лу́цик (нар. 5 січня 1968, Золочів) — український живописець; член Спілки художників України з 1995 року та Спілки українських художників «Оберіг» у Римі.

## Біографія
Народився 5 січня 1968 року в місті Золочеві Львівської області Української РСР (нині Україна). 1991 року закінчив Львівський інститут прикладного та декоративного мистецтва, де навчався у Романа Василика, Олексія Дуфанця, Теофіла Максиська, Вітольда Манастирського, Мирона Яціва.
Упродовж 1997—1998 років працював у журналі «Зернятко». Мешкав у Золочеві в будинку на вулиці Черемшини, № 32. З 1998 року живе у Римі.

## Творчість
Автор робіт на релігійну тематику (живопис на склі), площинно-декоративних та геометрично-абстрактних композицій, пейзажів, натюрмортів, писанок. Серед робіт:
- «Політ ангела» (1992);
- «Риба» (1992; 2010);
- «Дерево» (1993);
- «Різдво» (1994);
- «Благовіщення» (1994);
- «Дерева і маки» (1995);
- «Квіти» (1996; 2001; 2010);
- «Таємна вечеря» (1997);
- «Свята Родина» (1997);
- «Втеча в Єгипет» (1999);
- «Нічний сад» (2002);
- «Ностальгія» (2004);
- «Спогад» (2004);
- «Земля і небо» (2005);
- «Розп'яття» (2006);
- «Натюрморт» (2006; 2007);
- «Остання вечеря» (2006; 2009);
- «Зелені яблука» (2009);
- «Осінь» (2009);
- «Хрещений світ» (2010).

Бере участь у всеукраїнських та зарубіжних художніх виставках з 1993 року. Персональні виставки відбулися у Львові у 1995, 2010 (Палац мистецтв) роках, Ватикані у 2005 році, Києві у 2011 році.
Окремі роботи художника зберігаються у Музеї етнографії та художнього промислу та Національному музеї у Львові, Музеї міста Антіколі-Коррадо  в Італії.